# 知ってるハイスクール
『知ってるハイスクール』（しってるハイスクール）は、フジテレビ系列）で放送されているバラエティ番組・トーク番組『森田一義アワー 笑っていいとも!』で、毎週木曜日に放送されていた日替わりコーナーである。
2011年4月7日から5月12日まで、全6回放送された。

## 概要
“のぞみ先生”こと佐々木希が担任（コーナー司会）、“榎並先生”こと榎並大二郎（フジテレビアナウンサー）が副担任（アシスタント）を担当。
森田一義（タモリ）と木曜レギュラー陣（いずれも放送当時）の笑福亭鶴瓶、千原ジュニア、ピース（綾部祐二・又吉直樹）が生徒役を演じた教養企画。
本コーナーでは佐々木のメガネ姿や、タモリらの学ラン姿が見られた。

## コーナーの流れ
毎回、1つのテーマを取り上げ、それに関する知識をタモリを含むレギュラー陣がフリップに書いて披露する。
ただし、個人的な見解であるため、画面右下部には「※あくまで個人の意見です。」という注意書きのテロップが小さく表示されていた。
知識披露後、スタジオの観客100人がボタンを押して関心度を判定し、点数を決定する。得点の高い知識が描かれたフリップはセットの後ろに展示され、タイムオーバーのチャイムが鳴った時点で得点が一番高かった生徒の知識がトップ賞となる。
受賞者はのぞみ先生からの御褒美として「良かったでちゅね〜!」とナデナデされるのが恒例であった。なお、テーマが描かれたフリップは緑色の背景色に白抜きで書かれていた。

## 放送リスト
※放送年はいずれも2011年。
| 回数 （放送月日） | テーマ             | ゲスト           | 優秀知識 （受賞生徒・得点）                                                   |
| ----------------- | ------------------ | ---------------- | ----------------------------------------------------------------------------- |
| 第1回 （4月7日）  | パンダ             | なし             | パンダの鳴き声は10種類くらいある （綾部祐二・91点）                           |
| 第2回 （4月14日） | 桜                 | なし             | お客さんの“サクラ”の意味 （綾部祐二・91点）                                   |
| 第3回 （4月21日） | テレビ             | なし             | 世界初のテレビは浜松で“高柳さん”という人が作った （森田一義（タモリ）・79点） |
| 第4回 （4月28日） | ゴールデンウィーク | えなりかずき     | こどもの日はもうひとつの“母の日”である （綾部祐二・70点）                     |
| 第5回 （5月5日）  | こどもの日         | 東幹久、天海祐希 | こいのぼりが多様化したのは東京オリンピックの影響 （東幹久）                   |
| 第6回 （5月12日） | 新宿               | 山本裕典         | 新宿の髙島屋は渋谷にある （綾部祐二・77点）                                   |

## エピソード
- 第1回目のテーマはパンダだったが、のぞみ先生は最初「ファッション」を出そうとしていた。第3回目は「民放の日」にちなんでテレビをテーマにしていたが、ここでも、のぞみ先生は「ファッション」と書かれたフリップを出していた[3]。結局コーナー終了まで「ファッション」がテーマとして取り上げられることはなかった。
- テレビをテーマにした回でタモリは「世界で最初のテレビは、静岡県浜松市で高柳さんという人が作った」という知識を披露したが、それに対し鶴瓶は「絶対ウソや! ムチャクチャ書いとるやろ!」と反論していた。しかし調査の結果、翌週の放送で榎並先生からその事実が本当だったことが明かされ、出演者や観客も納得したが、タモリ達から「謝れ!」と注意された鶴瓶は「森田君に謝るよりも、森田君を作った精子と卵子に謝ります。」と一礼していた。その後、のぞみ先生は鶴瓶に「言いがかりは良くないわよ!」と注意されていた。
- こどもの日をテーマにした回では天海祐希が特別顧問としてゲスト出演。この回では通常の得点制でなく、天海が出演者の知識を見ながら「感心した」「そうでもない」の札を挙げて判定するというルールだった。
- 上記の通りトップ賞受賞回数は綾部が4回、タモリが1回で、鶴瓶と千原、又吉はゼロに終わった。
- 毎回、タモリが佐々木に向かって『後で個人的に説教して』、『もっと冷たく言って』…などとドM的な発言をするのがコーナーの見所にもなっている。

## 備考
- 近年の日替わりコーナーとしては珍しく、専用のカーテン（銀色の背景色に逆様の虹を描いたようなデザイン）があり、CMが明けてチャイムが鳴った瞬間、いいともAD隊（クルット&ハリー）がカーテンを左から右に向けて開くと、学校の教室を模したセットが現れ（その時にタイトルロゴ[4]が表示される）、中心部にあるドアからのぞみ先生が現れるというオープニングであった。生徒の座り位置は前列左から綾部、又吉、千原、後列左から鶴瓶、タモリ、ゲストの順だった。
- 2011年5月19日以降、週替わりの単発企画が続いたこともあってか[5]、本コーナーはたった6回で自然消滅となった[6]。